# Solenophora obscura
Solenophora obscura là một loài thực vật có hoa trong họ Tai voi. Loài này được Hanst. miêu tả khoa học đầu tiên năm 1865.